# Laila Pakalniņa
Laila Pakalniņa (4. juni 1962 i Liepāja i Lettiske SSR) er en lettisk filminstruktør og manuskriptforfatter. Hun har instrueret 20 film siden 1991. Hendes film The Shoe (lettisk: Kurpe) blev screenet i Un Certain Regard ved Cannes Film Festivalen i 1988.

## Filmografi
- Vela (1991)
- Doms (1991)
- Anna Ziemassvetki (1992)
- Baznica (1993)
- Pramis (1996)
- Pasts (1996)
- Ozols (1997)
- The Shoe (1998)
- Tusya (2000)
- Papa Gena (2001)
- Mostieties! (2001)
- Martins (2002)
- Pitons (2003)
- Visions of Europe (2004)
- Buss (2004)
- Leiputrija (2004)
- Teodors (2006)
- Udens (2006)
- Kilnieks (2006)
- Par dzimteniti (2008)